# Manuel Martín Cuenca
Pour les articles homonymes, voir Cuenca.
Manuel Martín Cuenca, né le 30 novembre 1964 à El Ejido (Almería), est un réalisateur espagnol connu pour diriger, écrire et coproduire des films tels que Sortie de route (La flaqueza del bolchevique, 2003) et La mitad de Óscar (es) (2010).

## Filmographie partielle

### Au cinéma
- 2002 : Cuatro puntos cardinales
- 2003 : Sortie de route (La flaqueza del bolchevique)
- 2004 : Madrid 11M: Todos íbamos en ese tren (segment "Españoles por vía de sangre")
- 2005 : Malas temporadas
- 2010 : La mitad de Óscar (es)
- 2013 : Amours cannibales (Caníbal)
- 2017 : El autor
- 2021 : La hija
- 2023 : El amor de Andrea (es)